# The Terratin Incident
"The Terratin Incident" és l'onzè episodi de la primera temporada de la sèrie de televisió animada de ciència-ficció estatunidenca Star Trek. Es va emetre per primera vegada a la programació de l'NBC dissabte al matí el 17 de novembre de 1973, va ser escrit pel guionista estatunidenc Paul Schneider qui havia escrit anteriorment els episodis de la Sèrie original episodis "L'equilibri del terror" i "El senyor de Gothos". Prové d'una idea d'història d'un paràgraf de Gene Roddenberry basada en Els viatges de Gulliver.
En aquest episodi, després d'un atac aparent, la tripulació de l' Enterprise comença a reduir-se de mida fins al punt que ja no podran controlar la nau.

## Argument
Mentre observa una supernova cremada, la nau estel·lar de la Federació Enterprise recull un estrany missatge transmès de la Terra de fa dos-cents anys. El senyal es localitza fins a un planeta proper. Quan l'Enterprise entra en òrbita, és colpejada per un feix d'energia de "radiació espiral" que danya els seus cristalls de diliti i fa que la tripulació comenci a encongir-se (juntament amb la resta de material orgànic a bord del vaixell, inclosos els uniformes de la tripulació). El director mèdic Leonard McCoy determina que la tripulació continuarà reduint-se més enllà de la seva capacitat per controlar el vaixell tret que es trobi una cura.
El Capità Kirk arriba a la superfície i descobreix que el transportador pot tornar els membres de la tripulació a la seva mida original. També observa el que sembla ser una ciutat en miniatura. Kirk torna a la nau, però la tripulació és ara massa petita perquè ell pugui veure fàcilment, i massa petita per operar els controls de la nau. Mentrestant, els terratins han enviat la tripulació del pont a la seva ciutat, on la tripulació s'assabenta del destí dels terratins. Terratin és una colònia terrestre perduda, originalment anomenada "Terra Ten"; els seus habitants han mutat a causa de la radiació de la supernova, i ara tenen una alçada aproximadament d'una setzena part de polzada. El feix que va provocar que la tripulació es reduís no pretenia ser un atac, sinó que era l'única manera que tenien els terratins de cridar l'atenció sobre ells mateixos. La tripulació torna al vaixell i torna a la mida normal. Tanmateix, els terratins han estat petits durant generacions i no es poden restaurar a la mida normal. El seu planeta està en perill per una activitat volcànica massiva, de manera que tota la ciutat de Terratin és transportada a bord de l' Enterprise i traslladada a un altre planeta.

## Recepció
Aquest episodi es va assenyalar com un cas en què la tecnologia fictícia del transportadorr de Star Trek canvia la mida de l'entitat que es transporta, juntament amb "The Counter-Clock Incident" de la mateixa sèrie de televisió.
L'episodi destaca per aprofitar la flexibilitat del format animat, ja que la tripulació del pont de l'Enterprise es redueix.